# Quod nunquam
Quod nunquam fue una encíclica del Papa Pío IX publicada el 5 de febrero de 1875 dirigida a los episcopado prusiano con el fin de deplorar las leyes antieclesiásticas implementadas por Otto von Bismarck, y que obstaculizaban la libertad y los derechos de la Iglesia católica.